# Albus (Münze)

Albus, Herzog Johann, Jülich-Kleve-Berg 1513

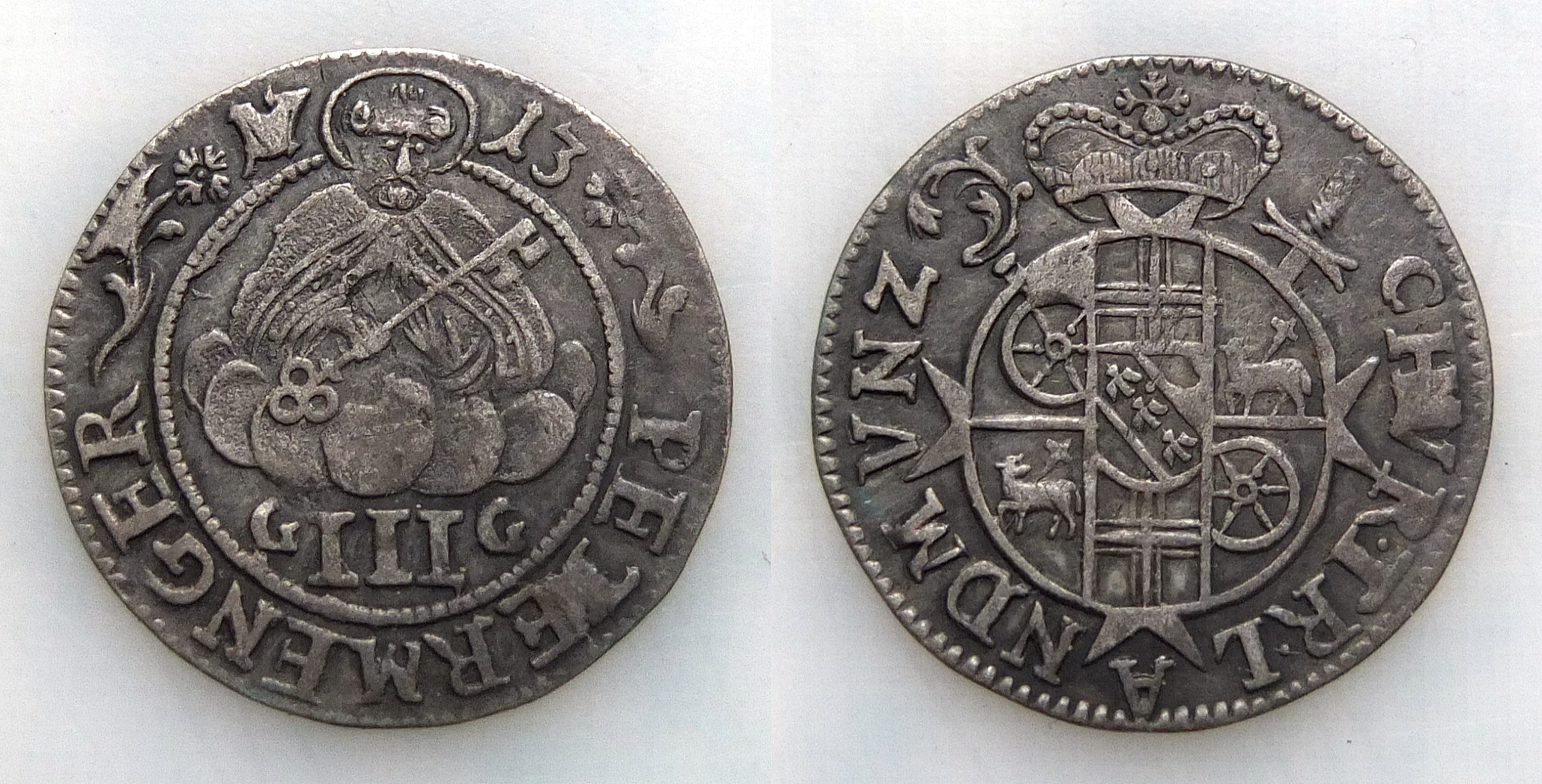
Dreifacher Albus „3 Petermenger“, Trier 1713, Karl Joseph von Lothringen, Kurfürst von Trier

Weißpfennig, Herzog Wilhelm (Jülich-Geldern), um 1400

Albus war eine seit dem Spätmittelalter in den Teilen des Heiligen Römischen Reiches, vor allem im Rheinland, verbreitete Währung. Der Name albus ist lateinisch und bedeutet „weiß“. Wegen des höheren Silbergehalts differenzierte sich diese hellere Münze farblich von den anderen minderwertigen Münzen. Daraus resultierte der Name denarius albus (weißer Pfennig), Weißpfennig oder rheinischer Groschen.
Es ist eine silberne Groschenmünze des Spätmittelalters, die ab der zweiten Hälfte des 14. Jahrhunderts im niederrheinischen Raum Verbreitung fand. Die vier rheinischen Kurfürsten, die sich 1385/86 zum Rheinischen Münzverein zusammenschlossen, ließen den Weißpfennig als gemeinsame Silbermünze neben dem rheinischen Goldgulden prägen. Während der Goldgulden als Handelsmünze verwendet wurde, war der Weißpfennig eine „Münze des täglichen Gebrauchs“. Die Mainzer Weißpfennige zeigten auf einer Seite das „Mainzer Rad“ und wurden deshalb auch Raderalbus genannt.

## Geschichte
Erstmals ließen Erzbischof Kuno von Trier und dessen Neffe Erzbischof Friedrich von Köln den Weißpfennig durch den von ihnen am 8. März 1372 gegründeten Münzverein prägen. Ziel dieses Münzvereins war das Prägen gemeinsamer Gold- und Silbermünzen mit festgelegtem Feingehalt. Gemeinsame Goldmünze war der Gulden, auf dessen Vorderseite der Heilige Petrus abgebildet war, gemeinsame Silbermünze der Weißpfennig, der in diesem Vertrag erstmals urkundlich erwähnt wird. Das „weiße“ Aussehen, dass dem Weißpfennig den Namen gab, war auf den hohen Feingehalt an Silber zurückzuführen.
Der Albus wurde etwa in der Mitte des 14. Jahrhunderts vom Trierer Erzbischof Kuno II. von Falkenstein eingeführt und ist erstmals im Münzvertrag zwischen Köln und Trier 1372 urkundlich nachweisbar. Im Laufe der Zeit wurde Albus zur Währung im Münzverein der Kurfürsten von Trier, Mainz und Köln und wurde von zahlreichen angrenzenden Territorien übernommen.
Am Avers befanden sich zuerst christliche Motive (Christus, Heilige). In Trier wurde der Albus ab 1625 auch als „Petermenger“ (Petermännchen) wegen des Hl. Petrus im Avers bezeichnet, die bis 1689 in gewaltigen Mengen ausgebracht wurden und sich über den ganzen Westen Deutschlands bis Westfalen, Thüringen und Brandenburg verbreiteten. Am Revers zeigten die Münzen meist die Wappenschilde, in Mainz beispielsweise das Mainzer Rad (sog. Raderalbus, der dem Wert von 24 Pfennigen – einem Doppelschilling – entsprach). Mit der Zeit veränderte sich auch das Münzbild. Ab 1689 wurden die Petermännchen vom „Dreipetermännchen“ abgelöst. Diese Münze war sehr erfolgreich und war bald bis an die Elbe begehrtes Zahlungsmittel. Das Dreipetermännchen blieb in vielen Varianten bis 1715 in Umlauf. 1760 wurde die Prägung durch die Koblenzer Münzstätte wieder aufgenommen. Die Aufschrift III PETERMENGER ersetzte man durch 240 EINE MARCK FEIN SILBER, da sie 6 Kreuzer gelten sollte.
Nach dem Münzedikt zur Umrechnung fremder Währungen des Pfalzgrafen Wolfgang Wilhelm vom 1. September 1620 wurden für die Herzogtümer Jülich-Berg die folgenden Werte festgelegt: 1 Reichstaler = 78 Albus; 1 Albus = 12 Heller.
Im Großherzogtum Hessen waren der Reichstaler, Batzen und Albus nur Rechnungsmünzen. Nach der Münzkonvention vom 25. August 1837 war auch die Neuausgabe des Reichsguldens eine Rechnungsmünze.
- 1 Reichstaler = 1 ½ Gulden = 22 ½ Batzen = 30 Groschen = 45 Albus = 90 Kreuzer = 360 Pfennige = 384 Heller

Im Dreißigjährigen Krieg (1618–1648) verlor die Münze an Bedeutung und wurde noch als Kleinmünze im 18. Jahrhundert regional geprägt (u. a. in Hessen). In Jülich-Berg gewann in der Zeitperiode mehr Stüber an Bedeutung.

## Verbreitung
Da der rheinische Groschen sehr beliebt war, fand er zwischen Heidelberg an der Südgrenze der pfälzischen Lande bis Moers an der niederrheinischen Grenze weite Verbreitung und wurde von zahlreichen rheinischen und westfälischen Herren nachgeprägt.